# 鸣枪礼

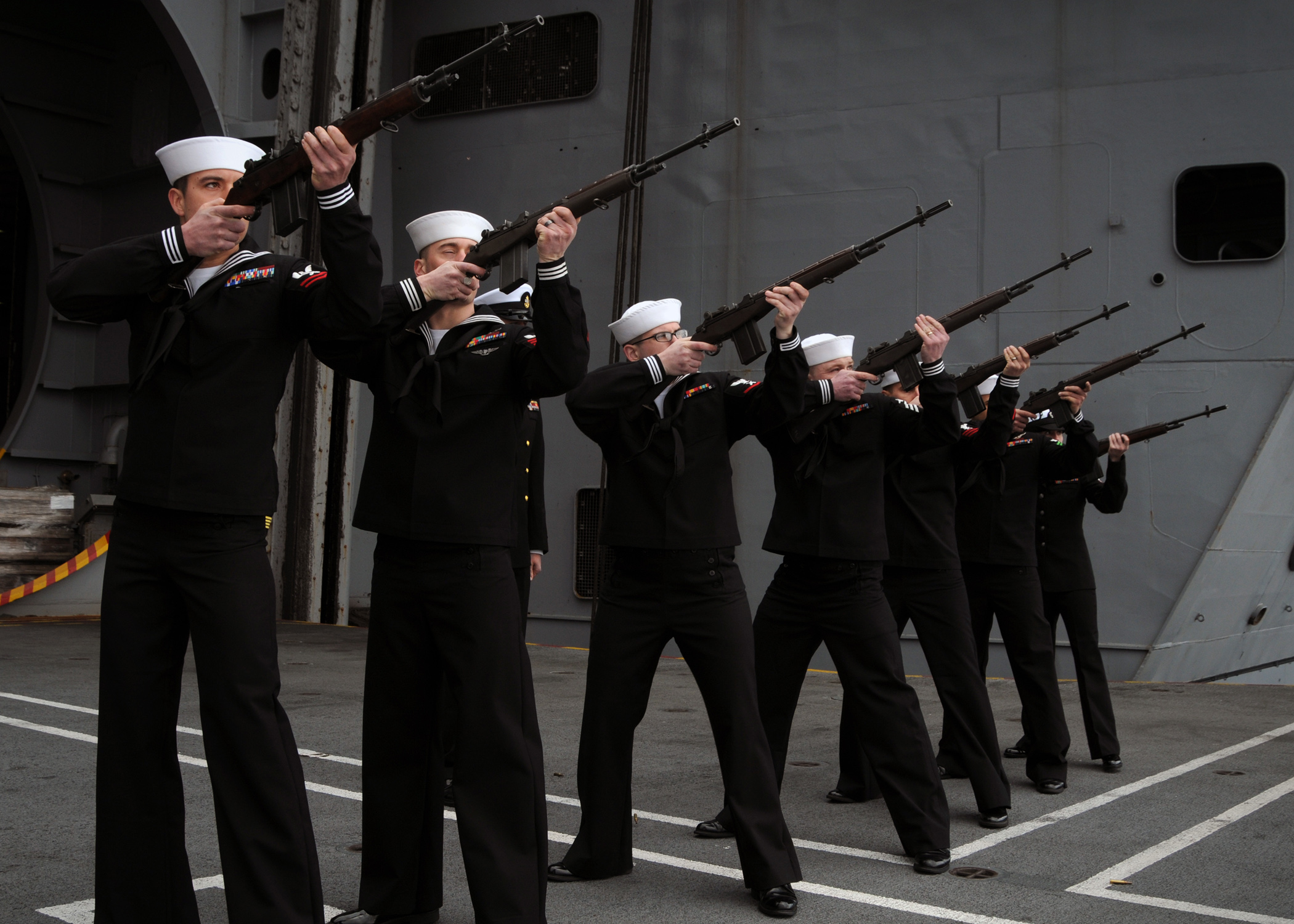
林肯号的水手在海军葬礼中，在甲板上对空鸣放三轮枪响。

鸣枪礼是國葬禮及军葬礼的一项仪式，枪队向空中鸣放三轮空包弹，表示对死者的哀悼和致敬。这项仪式是源自欧洲君主时代，战死者的遗体被移离战场后，以鸣枪三声为信号，兵士们重新回到战场。 美国军葬礼中的枪队一般是由3至7人的奇数组成，使用的枪械是步枪，但在警察葬礼中也有可能使用手枪或霰弹枪。鸣枪礼和鸣礼炮兩者的意義並不相同，不可混淆。

## 引用来源
1. ↑   (PDF). U.S. Department of Veterans Affairs.   [2013-12-04]. （原始内容存档 (PDF)于2013-04-08）.